# Берлоги
Берло́ги — село Калуського району Івано-Франківської області. Входить до складу Новицької сільської громади. Населення становить 1238 осіб. Колишній  орган місцевого самоврядування — Берлогівська сільська рада.

## Географія
Село розташоване на правому березі річки Лімниця, на відстані 18 кілометрів від селища Рожнятів і 46 кілометрів від Івано-Франківська.

## Історія
З уст в уста люди переповідають, що перші жителі тут поселилися ще за князя Данила Галицького, хоча тільки цей переказ заважав їм жити в селі ще до Данила Галицького.
Перша письмова згадка про поселення належить до 1387 року[джерело?], яке є одним із п'яти документально найстаріших поселень на території Рожнятівського району. Село належало до Галицького староства, а з 1549 року до — Калуського.
У 1648 році жителі села брали активну участь у народному повстанні, за що їх очікувала кривава розправа після відходу Хмельницького.
За австрійських часів та у міжвоєнні роки польської окупації село належало до Калуського повіту. Активно діяло Товариство «Рідна школа» у Берлогах, яке очолював Федір Саґан. До його складу входило 92 члени.
У 1939 році в селі проживало 1650 мешканців (1640 українців-грекокатоликів і 10 українців-латинників).
4 і 9 вересня 1944 року в акціях терору («Червона мітла») НКВД убило 70 мирних жителів села.
До 1972 року село належало до Тужилівської сільської ради Калуського району попри твердження сайту Верховної Ради про існування Берлогівської сільської ради з 1387 року. Також не відповідає дійсності твердження цього сайту про незмінність назви села, адже до ХІХ ст. воно називалося Рожани.
20.09.2019 обласна рада погодила входження села Берлоги до Новицької ОТГ, а 13.07.2020 погодилась обладержадміністрація.

## Церква
Церква святого Юра згадується 1685 року у реєстрі про сплату 5 злотих катедратика (столового податку).
У протоколах генеральних візитацій Львівсько-Галицько-Камянецької єпархії 1740—1755 рр. Церква Різдва Христового описується як дерев'яна давня, збудована коштом пароха з підтримкою людей побожних у 1720 році, парох — Сава Камінський, висвячений у 1733 році Митрополитом Атаназієм Шептицьким, 40 парохіян-господарів.
У селі знаходиться велика духовна спадщина, яку залишили прадіди для сьогоднішніх поколінь. Це — дерев'яна церква Різдва Богородиці, пам'ятка архітектури місцевого значення № 887, перевезена з Василіанського монастиря з-під Рожнятова (тепер: урочище Підмонастир) в 1786 році та Ікона Матері Божої з маленьким Ісусиком у цій церкві. Церква оточена 400-літніми дубами. Неподалік старого храму, біля давнього джерела, яке всі називають «Біля кадуба», є велична ротонда Пресвятої родини. Це і дерев'яна капличка, яку поставили сплавники дерева в 1901 році. Ще одна історична пам'ятка — це хрест, який стоїть біля церкви і поставлений товариством «Просвіта» в 1878 р. Австрійська армія конфіскувала в серпні 1916 р. у берлогівській церкві 5 дзвонів діаметром 86, 77, 44, 34, 37 см, вагою 160, 57, 25, 13, 7 кг, виготовлених у 1848-1851 рр. Після війни польська влада отримала від Австрії компенсацію за дзвони, але громаді села грошей не перерахувала.

## Відомі люди
У селі народилися:
- Левицький Іван Омелянович (1850—1913) — український бібліограф, письменник, публіцист.
- Лучаковський Богдан-Микола (1900—1971) — український письменник.

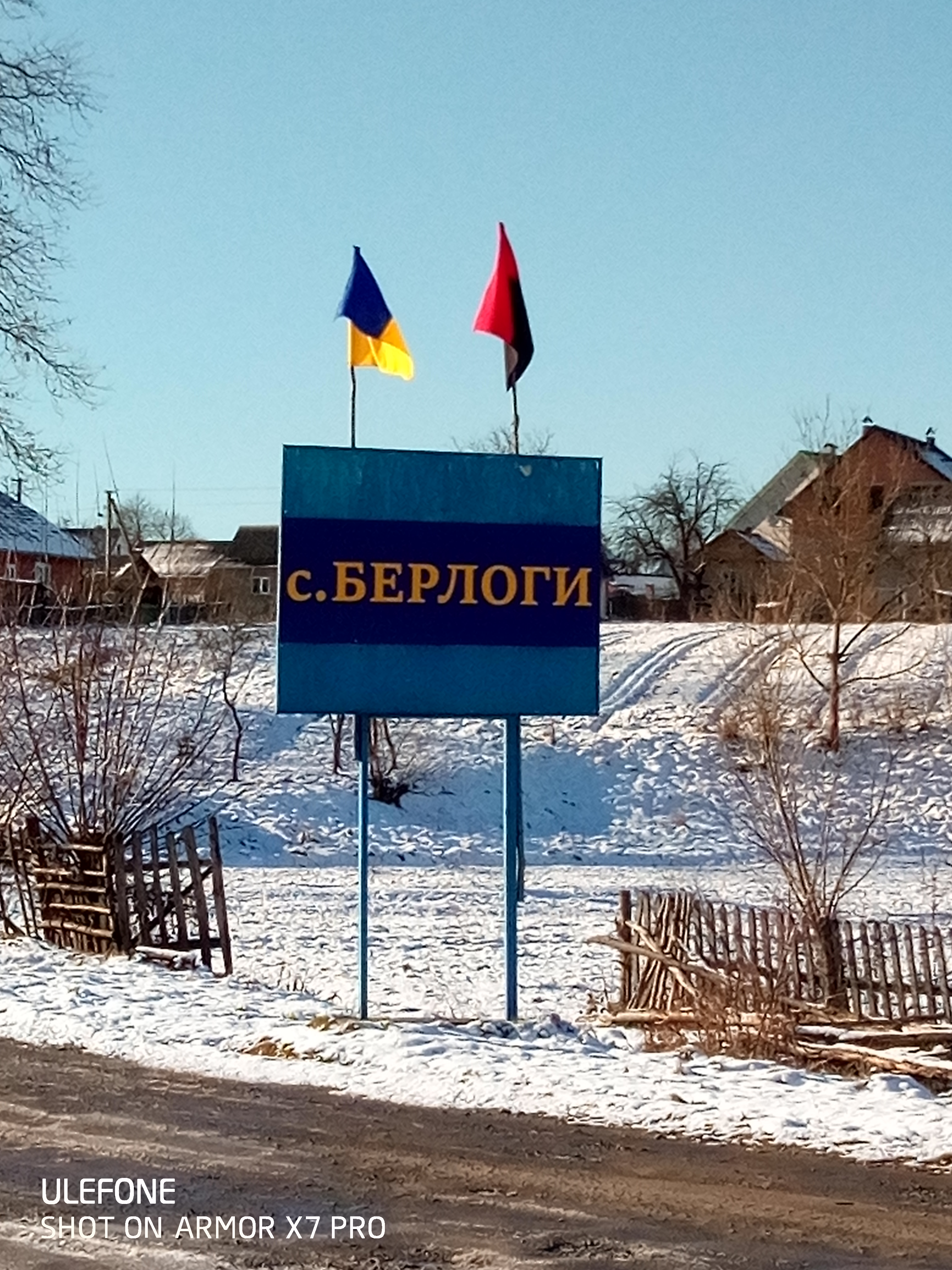
Знак при в'їзді
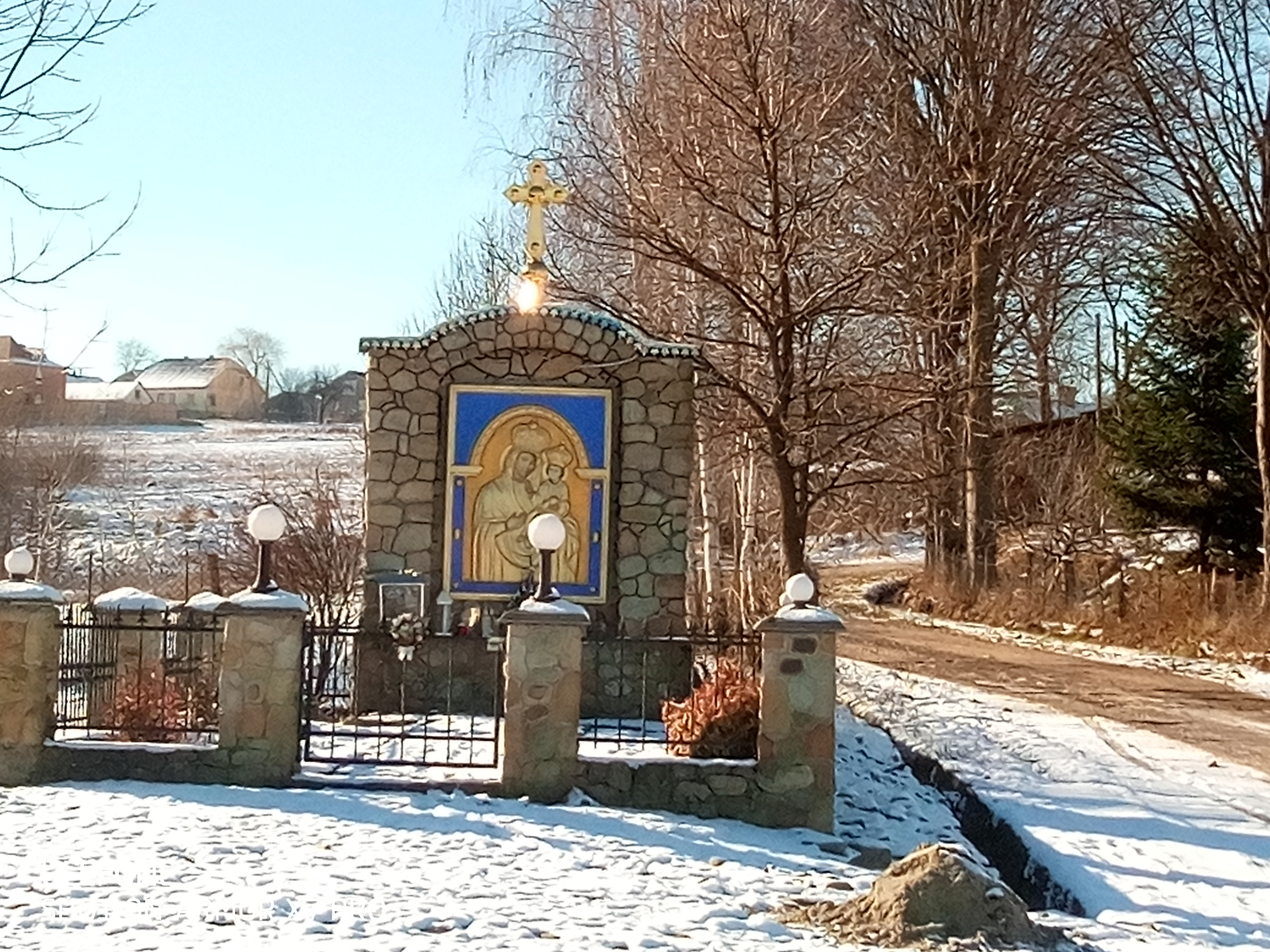
Придорожня капличка
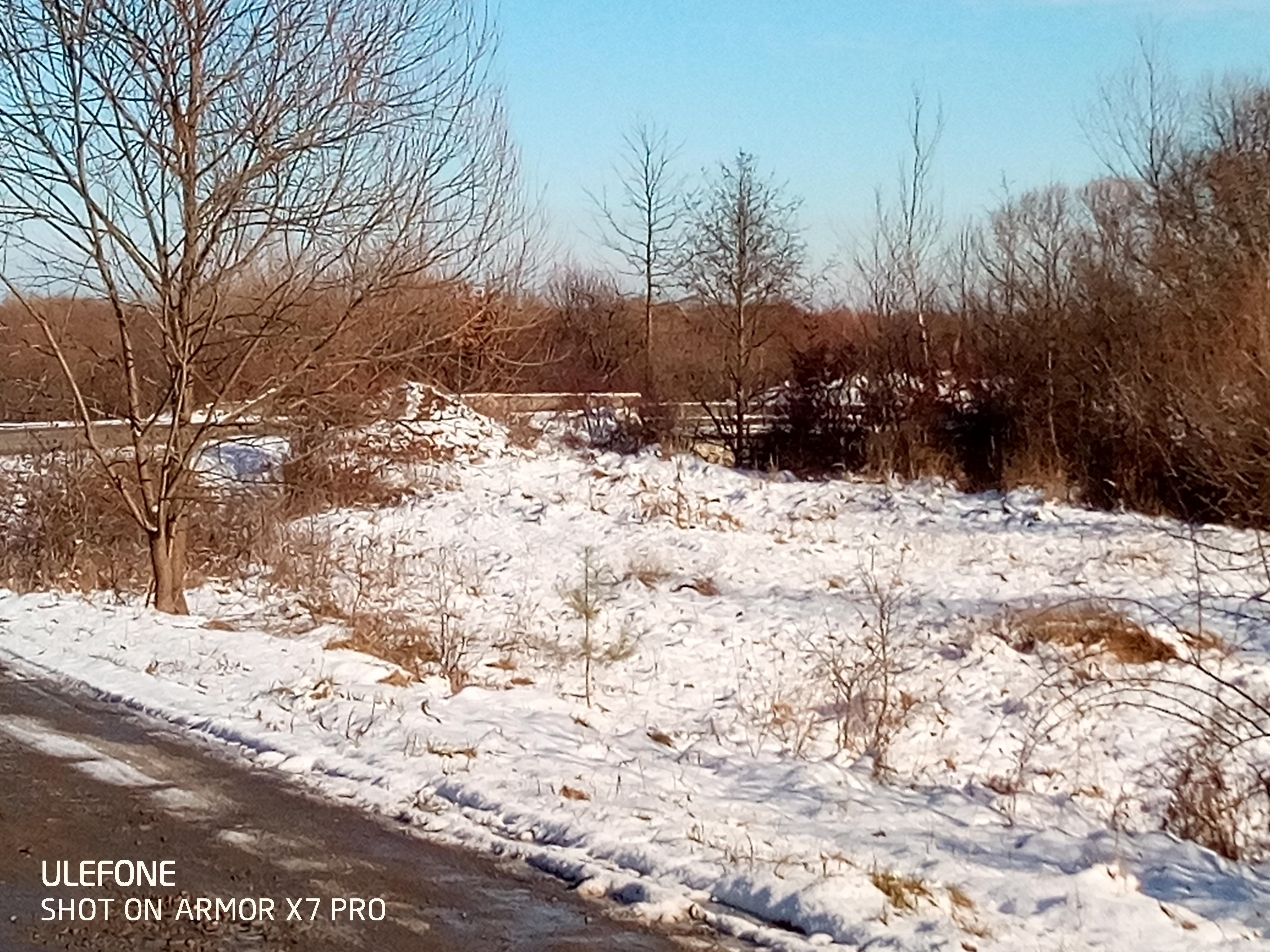
Міст через річку Виснівка